# Grube Rällingsberg
Koordinaten: 60° 28′ 3″ N, 16° 2′ 35″ O

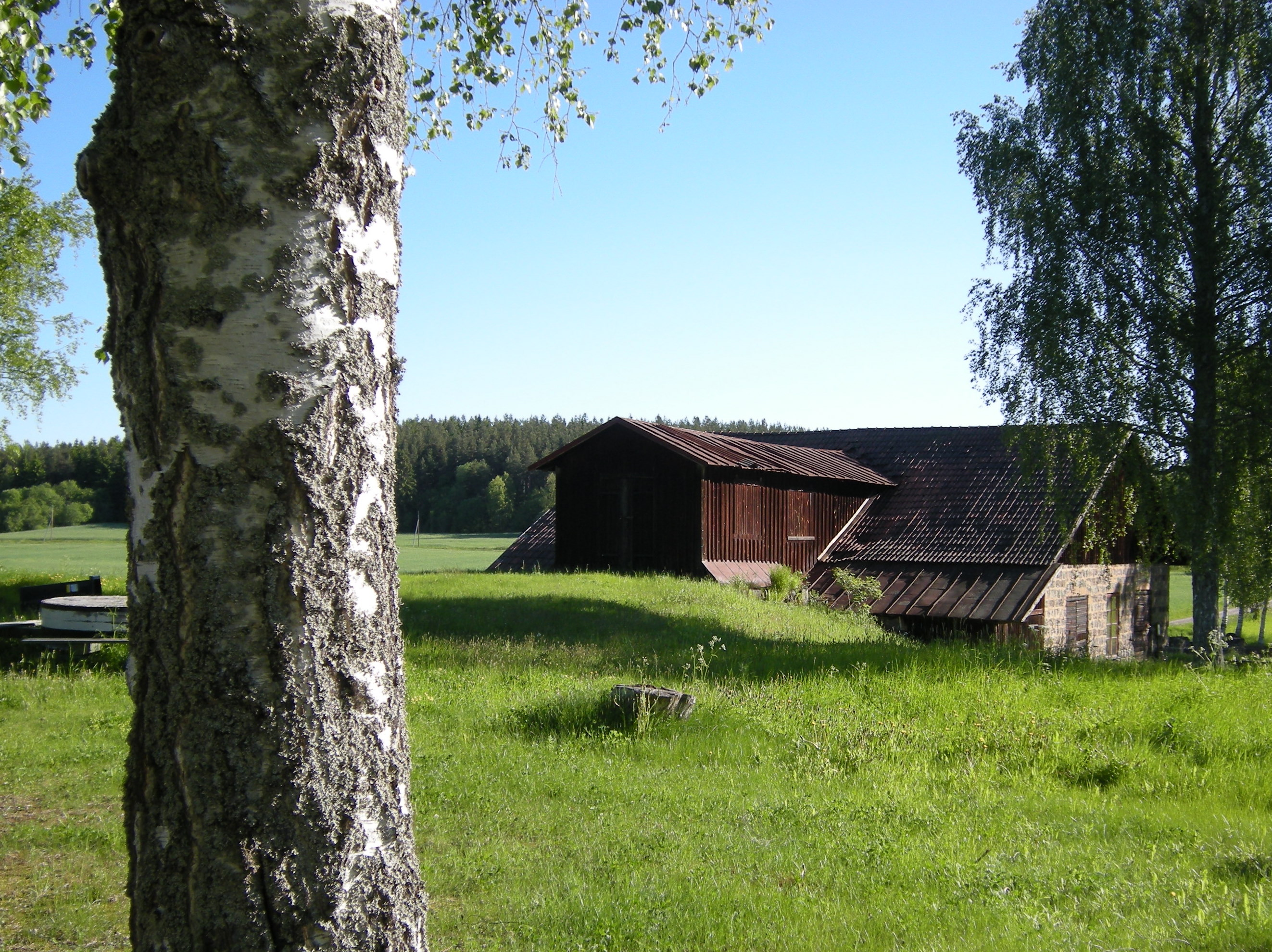
Das Maschinenhaus (2010)

Die Grube Rällingsberg ist ein ehemaliges Eisenbergwerk in Långshyttan in Dalarnas län, Schweden.

## Geschichte
Der Bauernknecht Clas Westerholm entdeckte im Winter 1840/41 mit einem geliehenen Geologenkompass eine 700 Meter lange Eisenerzader östlich des Sees Rällingen. Am 30. Januar 1841 erhielt er seinen Anspruch auf den Fund bestätigt. Damit wurde er zur Hälfte Besitzer der Lagerstätte, die andere Hälfte gehörte dem Grundbesitzer von Klosters bruk. Im Juni des gleichen Jahres wurden die Verträge über den Bergbau in der Rällingsbergsgruvan abgeschlossen. Nach sechs Jahren wurden Westerholms Anteile von Klosters bruk übernommen, die damit alleiniger Besitzer wurde. 1871 wurde Klosters AB gegründet, 1892 die Rällingsbergs gruvaktiebolag als Tochtergesellschaft dazu gebildet.
Die größte Grube, Rällingsbergs gruva, war ein Tagebau. Daneben bestanden die drei kleineren Ågruvan, Myrgruvan und Sjögruvan.
- Ågruvan war die nördlichste Grube im Erzfeld. Sie wurde am 27. Februar 1891 angestochen. Der eigentliche Bergbau begann 1903 auf 40 bis 53 Meter Tiefe, wo ein 115 Meter langer Erzstreifen gefunden wurde. Weiter unten verschlechterte sich die Qualität. Der Bergbau wurde 1927 in einer Tiefe von 110 Metern aufgegeben.
- Sjögruvan lag südlicher von Ågruvan und wurde zudem Mellanschaktet genannt. Nach einigen größeren Erzfunden auf der Tiefe von 40 Metern wurden die Arbeiten in den frühen 1920er Jahren abgebrochen.
- Myrgruvan war die südlichste der vier Gruben innerhalb des Feldes. Sie wurde bereits 30. April 1842 angestochen. Nur wenige größere Funde sind überliefert, weiter Daten über Schürfzeit und Tiefe der Gruebe sind unbekannt.[2]

Die Erz-Anreicherung erfolgte in der Mine in Rällingsberg, das Erz aus Ågruvan und Sjögruvan wurde mit der Eisenbahn oder mit der Seilbahn dorthin befördert. Von Rällingsberg wurde das zerkleinerte Erz mit Frachtkähnen zur Erzverarbeitung in Långshyttan gebracht. 1868 wurden die ersten Gleise verlegt, um taubes Gestein auf eine Abraumhalde zu bringen, 1872 wurde eine Pferdebahn errichtet und 1882 wurden die Pferde durch Dampfmaschinen ersetzt. 1891 wurde die Bahnstrecke Byvalla–Långshyttan eingeweiht.
Die Grube wurde 1932 stillgelegt.
Heute ist das Gebiet Teil des Öko-Museums Husbyringen. Vorhanden sind noch das Grubenhaus, das Maschinenhaus und die Transformatorstation sowie Reste der Aufbereitungsanlage und des Transportsystems mit Kanälen, Eisenbahn und Seilbahn.